# 상사특별법령
상사특별법령이란 상법전의 각 규정을 시행하거나 구체화하기 위해서 규정되어 있지 않은 특수한 기업이나 특별한 거래제도를 규율하기 위해서 제정된 성문의 법령을 말한다. 예로 상법시행법, 상법의일부규정의시행에관한규정, 상업등기처리규칙등이 있다. 상법의 부속법령이라고도 말한다.

## 참고 문헌
- 이기수,최병규, 상법총칙·상행위법 제6판, 박영사.